# Civilization IV: Warlords
A Sid Meier's Civilization IV: Warlords a 2006-ban megjelent első kiegészítője a Civilization IV című játéknak. Ez a bővítés elsősorban harcászati szempontból tartalmazott újdonságokat.

## Újdonságok
Az alapjátékban megjelent Nagy Emberek csoportja egy újabbal bővült: a Nagy Tábornokokkal (Great Generals). Ezek általában akkor jelennek meg, ha a játékos katonai egységeinek tapasztalati pontjai más civilizációkkal összevetésben elérnek egy bizonyos szintet (szemben a Nagy Emberekkel, akik a városok fejlettsége alapján jelennek meg). Bizonyos események, mint például a fasizmus elsőnek történő felfedezése is ad egy ilyen egységet. A Nagy Tábornokok hasonlóan használhatók, mint a Nagy Emberek: csatlakozhatnak egy városhoz kiképzőként, mely alapból +2 tapasztalati pontot ad minden ott legyártott egységért, vagy létrehozhatnak egy katonai akadémiát, mely 50 százalékkal felgyorsítja az adott településen a harcászati egységek gyártását. Természetesen csatlakozhatnak egy egységhez is, amellyel egyesülnek, és azt immár egy hadúrként vezetik. Ez 20 tapasztalati pontot ad szétszórva a körülötte álló egységeknek, továbbá ingyenes fejlődést és hozzáférést különleges előléptetésekhez. Ha legyőzik az egységet, akkor az végleg elvész, kivéve a Nagy Sándor és Dzsingisz kán tematikájú pályákon (mert itt ők a névadó Nagy Tábornokok), ahol néhány kör után újjászületnek a játékos fővárosában.
Lehetőségünk van más államokat vazallusi függőségbe juttatni - ez a protektorátus itteni megfelelője. Egy vazallus nem indíthat önállóan háborút és nem köthet békét, azonkívül adót kell fizetnie a hűbérurának - cserébe az vállalja, hogy megvédi őt. Segítségükkel egyszerűbb elérni a dominancia útján történő győzelmet, ugyanis a vazallus lakosságának és területének fele beleszámít a miénkbe. Ha háborúba megyünk, a vazallus csatlakozik hozzánk, viszont a diplomáciában problémát jelenthet, ha a tárgyalópartnerünk számára nem szimpatikus a vazallus. Lehetőségünk van velük aranyat és technológiát cserélni, de ezt megtagadhatják. A vazallusi pozíció vagy békeidőben jöhet létre, védelemért cserébe, vagy békeszerződés útján, és idővel, ha az okot adó feltételek megváltoznak, meg is szűnhet. Például ha a vazallus mérete több mint másfélszerese a miénknek, vagy egy háborúban elveszti területei több mint felét. A hűbérúr csak úgy mondhatja fel a vazallusi megállapodást, ha az nem hajlandó adót fizetni - ilyenkor meg is támadhatjuk őket.
Hogy az egyes civilizációkat jobban meg lehessen különböztetni, mindegyik kapott egy egyedi épületet.
Bekerült néhány új civilizáció, mint a kelták, Karthágó, Korea, az oszmán-törökök, a vikingek, és a zuluk. A már létező civilizációk közé bekerült négy új vezető, három új tulajdonság, és egyes vezetők tulajdonságasit is megváltoztatták. Néhány új dal is bekerült, sőt újrahasznosítottak is a Civilization III-ból. A menü főcímdala az "Al Nadda", egy libanoni szerelmes dal.

## Fordítás
Ez a szócikk részben vagy egészben  a   Civilization IV: Warlords című angol Wikipédia-szócikk ezen változatának fordításán alapul.  Az eredeti cikk szerkesztőit annak laptörténete sorolja fel. Ez a jelzés csupán a megfogalmazás eredetét és a szerzői jogokat jelzi, nem szolgál a cikkben szereplő információk forrásmegjelöléseként.